# Aeroportul El Naranjo
Aeroportul El Naranjo (IATA: ENJ) este un aeroport din Departamento de Petén⁠(d), Guatemala ce deservește zona Masagua⁠(d).
Situat la o altitudine de 43 m, aeroportul dispune de o singură pistă.